# Besnijdenis van de Heer
De feestdag van de Besnijdenis van de Heer (Latijn: Circumcisio Domini) wordt in de Anglicaanse Kerk, Oosters-orthodoxe Kerk, Syrisch-orthodoxe Kerk van Antiochië en de Syro-Malabar-katholieke Kerk op 1 januari gevierd. In de Rooms-katholieke Kerk wordt de besnijdenis van de Heer enkel nog gevierd volgens de Tridentijnse Ritus.

## Achtergrond
In het Nieuwe Testament staat dat Jezus op de dag waarop hij volgens de instructies in de joodse wet besneden zou moeten worden (acht dagen na zijn geboorte), zijn naam Jezus kreeg (Lucas 2:21). Hoewel dit niet wordt gezegd in de Bijbel, wordt over het algemeen ook aangenomen dat hij op die dag besneden werd. Dit wordt in enkele christelijke kerken herdacht als de Besnijdenis van de Heer.
Bisschop Odo van Parijs drukte het feest van de besnijdenis door, in de plaats van het Narrenfeest op 1 januari in de kathedraal.